# Steve Bender
Steve Bender (* 2. November 1946 in Mainz; † 7. Mai 2006 in München; eigentlich Karl-Heinz Bender) war ein deutscher Sänger, Komponist, Texter und Musikproduzent. International bekannt wurde er als Sänger der Gruppe Dschinghis Khan, mit deren gleichnamigem Titel er beim Eurovision Song Contest (1979) in Jerusalem für Deutschland den vierten Platz errang.

## Karriere
Schon früher war er als Mitglied und Leiter der Bands The Poor Things, The Soul Five und Black Panthers tätig, ferner von Charly and the Neptunes und The Pages.
Mit dem Disco-Hit The Final Thing (London-Records) kam er unter die Top 10 der US-amerikanischen Billboard-Dance-Charts. Längere Chartplatzierungen erreichte er neben Deutschland (wo z. B. 1979 Dschinghis Khan vier Wochen die deutschen Singlecharts anführte) in Kanada, Japan und Russland sowie in Israel, wo mit Dschinghis Khan erstmals deutsche Künstler die Spitze der Hitparade erreichten.
Benders letztes Comeback mit der „Reunion“-Gruppe Dschinghis Khan feierte er im Dezember 2005 in der Moskauer Olympia-Halle vor 30.000 russischen Fans, bei der als weitere Gründungsmitglieder Edina Pop, Henriette und Wolfgang Heichel mitwirkten.
Als Solokünstler veröffentlichte er international 19 Singles und drei LPs. Bender war insgesamt für mehr als 10 Plattenfirmen tätig, unter anderem für Ariola, Avex (Japan), C.B.S., Jupiter- und M-Records, London Records (USA) und Teldec.

## Tod
Er starb am 7. Mai 2006 an Lungenkrebs. Der Öffentlichkeit verschwieg der Musiker lange seine Krankheit und unterzog sich mehreren Chemotherapien. Bender lebte zuletzt in München und hinterließ eine Ehefrau und eine gemeinsame Tochter, die Sängerin Melanie Bender.